# Vicente da Dinamarca
Vicente da Dinamarca, Conde de Monpezat (nascido Vicente Frederico Minico Alexandre, em dinamarquês: Vincent Frederik Minik Alexander; Copenhague, 8 de janeiro de 2011) é um membro da família real dinamarquesa por ser um dos filhos do rei Frederico X e da rainha Maria. Ele é um neto da rainha Margarida II da Dinamarca. Possui dois irmãos mais velhos, o príncipe Cristiano e a princesa Isabel; e uma irmã gêmea mais nova: a princesa Josefina da Dinamarca. Vicente é o terceiro na linha de sucessão ao trono dinamarquês, apesar de que no futuro não deverá exercer qualquer atividade oficial na Casa Real Dinamarquesa.

## Nascimento e batismo
O príncipe Vicente nasceu no dia 8 de janeiro de 2011, no Hospital Nacional de Rigshospitalet, localizado na cidade de Copenhaga na Dinamarca, às 10:30 (horário local), 26 minutos antes de sua irmã gêmea mais nova, a princesa Josefina da Dinamarca. Na ocasião, media 47 cm e pesava 2.67 kg. Ele é o terceiro e penúltimo nascido no geral (segundo menino) do então príncipe herdeiro Frederico e a sua esposa, a então princesa herdeira Maria. Por isso Vicente tem dois irmãos maiores: príncipe Cristiano da Dinamarca e a princesa Isabel da Dinamarca. Ele também tem uma irmã gêmea caçula: a princesa Josefina de Dinamarca. Em 11 de dezembro de 2020, o príncipe Vicente prestou exame do qual testou negativo para COVID-19, em meio a Pandemia de COVID-19; ao lado dos pais e duas irmãs. O exame foi feito por precaução médica, após o irmão maior (o príncipe Cristiano da Dinamarca) ter testado positivo para COVID-19 dias antes.
O nome do príncipe Vicente Frederico Minico Alexandre só foi revelado no dia de seu batizado, em 14 de abril de 2011, seguindo a tradição da família real dinamarquesa de apenas revelar o nome do bebê no dia do batizado. Ele teve como padrinhos: o príncipe Felipe de Bourbon; John Donaldson Jr. (seu tio, irmão de sua mãe); o príncipe Gustavo de Berleburg (filho da princesa Benedita da Dinamarca, sua tia-avó); o conde Michael Ahlefeldt-Laurving-Bille; Caroline Hering (ajudante na câmara da princesa Maria) e a baronesa Helle Reedtz-Thott.

## Educação
O príncipe estuda na escola pública de Tranegårdsskolen em Gentofte, localizada ao norte da cidade de Copenhaga. Em 06 de janeiro 2020, ele e seus irmão começaram a estudar num colégio interno na Suíça, a Escola Internacional Lemania-Verbier. O anúncio de que as crianças estudariam por alguns meses neste colégio havia sido feito em outubro de 2019.
Em 12 de março de 2020, foi anunciado oficialmente que Vicente não seguiria com o seu intercâmbio de doze semanas prevista na escola da Suíça, após menos de três meses do início. Tal escolha, foi uma opção da sua própria família, que optou por retornar a casa na Dinamarca devido a crise da Pandemia de COVID-19. Dessa maneira, a princesa retornou a cidade de Copenhaga na Dinamarca, e voltou a sua turma na escola pública de Tranegårdsskolen em Gentofte, como havia sido anunciado antes.

## Questão do salário do governo dinamarquês
Em maio de 2016, em uma norma oficial divulgada pela família real dinamarquesa, após pressão pública e de alguns partidos políticos, a rainha reinante Margarida II da Dinamarca decidiu que, além do príncipe Christian da Dinamarca (futuro Rei da Dinamarca), nenhum de seus outros netos (incluindo Vicente) receberia um salário do Estado dinamarquês após atingirem a maioridade, o que, portanto, o desobrigava de terem que cumprir compromissos oficiais na família real dinamarquesa.

## Deveres públicos
Como um filho do atual príncipe Frederico, Príncipe Herdeiro da Dinamarca, as suas aparições públicas são constantes, em eventos não-oficiais que envolvam os seus pais e a família; bem como ele também participa de outros evento da família real dinamarquesa com frequência. Todos os anos, a família real dinamarquesa também divulga fotos oficiais inéditas de Vicente para celebrar o seu aniversário.
Em abril de 2017, Vincente compareceu a cerimônia de crisma do seu primo em primeiro grau, o príncipe Félix da Dinamarca. Em maio de 2018 Vicente esteve nas comemorações do 50.º aniversário de Frederico, Príncipe Herdeiro da Dinamarca, e apareceu na bancada do Palácio de Frederico VIII, ao lado dos pais, três irmãos e da rainha Margarida II. No final de agosto de 2018 o príncipe Vncente participou na visita oficial às Ilhas Feroe, ao lado dos pais e irmãos, estando a bordo do iate KDM Dannebrog.
Em 16 de abril de 2019, participou dos festejos de comemoração aos 79 anos da rainha Margarida II da Dinamarca, ao lado da família e outros membros da casa real dinamarquesa. Em 7 de julho de 2019, participou dos festejos do 50º aniversário do seu tio paterno, o príncipe Joaquim da Dinamarca. Em 10 de junho de 2019, Vicente  participou na maratona Royal Run na cidade de Copenhage, ao lado dos pais e dos três irmãos. No final de agosto de 2018, o príncipe Vicente da Dinamarca participou da visita oficial à Ilhas Feroe, ao lado dos pais e irmãos, estando a bordo do iate KDM Dannebrog.
Em janeiro de 2020, Vicente ao lado dos três irmãos, participou de uma sessão de fotos na cidade de Verbier na Suíça antes do primeiro dia de aulas na escola suíça, que foi organizada pela família real dinamarquesa com o intuito dela e dos seus irmãos puderem ter maior privacidade no primeiro dia na instituição. Em 20 de dezembro de 2020, aparece no vídeo da sua família completando o quarto domingo de Advento.
No dia 08 de janeiro de 2021, em celebração ao seu décimo aniversário, foi anunciado oficialmente que o príncipe Vicente da Dinamarca havia recebido oficialmente o seu monograma real próprio; a sua irmã gêmea a princesa Josefina da Dinamarca, também ganhou o seu próprio monograma de presente.

## Títulos, estilos, honras e armas
- 8 de janeiro de 2011 - presente: Sua Alteza Real o Príncipe Vicente da Dinamarca, Conde de Monpezat.

Seu título oficial em dinamarquês é: Hans Kongelige Højhed Prins Vincent af Danmark, Greve af Monpezat.